# Schefflera eximia
Schefflera eximia är en araliaväxtart som beskrevs av David Gamman Frodin. Schefflera eximia ingår i släktet Schefflera och familjen araliaväxter. Inga underarter finns listade.